# Paulo I
Paulo I o Pablo I (Roma, 700-28 de junio del 767) fue el 93.er papa de la Iglesia católica, de 757 a 767. Fue el segundo papa en gobernar los Estados Pontificios, establecidos en 756 con la Donación de Pipino hecha a su predecesor y hermano, el papa Esteban II.

## Biografía
Paulo era un aristócrata romano, miembro de la familia Orsini. Primero sirvió como diácono romano. Él y su hermano Esteban fueron educados para el sacerdocio en el Palacio de Letrán. Fue colaborador de los papas desde Gregorio II y empleado frecuentemente por su hermano, el papa Esteban II, en negociaciones con los reyes lombardos. Esteban se convirtió en papa en 752 y, tras su muerte el 26 de abril de 757, Paulo prevaleció sobre una facción probizantina que quería convertir al archidiácono Teofilacto en papa. Fue elegido para suceder a su hermano por la mayoría que deseaba una continuación de la política de Esteban. Comunicó al rey franco Pipino El Breve su elección, pero sin recabar ninguna clase de confirmación.

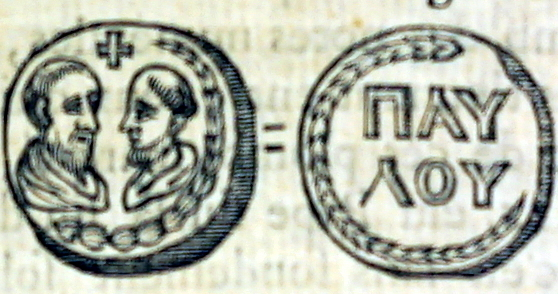
Sello de Paulo I, con el texto griego ΠΑΥΛΟΥ (Paulou, "de Paulo")

El pontificado de Paulo I estuvo dominado por las relaciones con los reyes francos, los lombardos y con el emperador romano de Oriente, Constantino V. Escribió a Pipino el Breve para que la alianza con los francos se mantuviera intacta. A Paulo le preocupaba el peligro que representaba el rey lombardo Desiderio. Los lombardos tenían las ciudades de Imola, Osimo, Bolonia y Ancona, que eran reclamadas por el papado, y en 758 se apoderaron de los ducados de Spoleto y Benevento, amenazando Roma.
A su regreso de reprimir una revuelta en Benevento, donde firmó una alianza con Constantino V, Desiderio visitó Roma y obligó a Paulo a escribir a Pipino pidiéndole que concediera todos los derechos lombardos sobre los territorios. Prometió devolver Imola, pero con la condición de que el Papa persuadiera a Pipino para que devolviera a los rehenes lombardos en poder de los francos. Paulo estuvo de acuerdo y envió una carta a Pipino. Pipino consideró conveniente mantener buenas relaciones con Desiderio, y Paulo logró poco de este doble juego. Más tarde, sin embargo, Pipino dio cierto apoyo al papa y actuó como árbitro entre las reclamaciones romanas y lombardas.
Mientras tanto, la hostilidad del Imperio romano de Oriente se hizo mayor. Aunque Paulo intentó mantener una estrecha comunión con las Iglesias orientales, especialmente Antioquía y Alejandría, entonces sometidas al Islam, la política imperial bizantina era cada vez más agresiva contra el papado. Constantino V convocó el Concilio de Hieria (754), desencadenando una nueva ola de iconoclastia, y muchos monjes orientales buscaron refugio en Roma. En varias ocasiones, especialmente en el año 759, Paulo temió que el emperador enviara un ejército contra Roma por este motivo. En 760, Constantino envió una flota contra Rávena.
Constantino envió en 765 embajadores a Francia con intención de sellar una alianza contra Paulo y en respaldo de la iconoclastia. Sin embargo, Pipino, que estaba dispuesto a buenas relaciones con Oriente, se negó a abandonar la protección al papa y a aceptar la iconoclastia. Bizantinos y francos lo discutieron en el sínodo franco de Gentilly en 767. En 765, se habían restaurado los privilegios papales en los ducados de Benevento, Toscana y, parcialmente, en Spoleto. 
Paulo murió en la Abadía de San Pablo Extramuros, Roma, el 28 de junio de 767. La festividad de san Paulo I se celebra el 28 de junio.